# Ataque en Melbourne de diciembre de 2017
El 21 de diciembre de 2017, alrededor de las 4:30 p. m. AEDT, un vehículo arrolló varios peatones en la esquina de Flinders Street y Elizabeth Street en Melbourne, Victoria, Australia. Diecinueve personas, incluyendo el conductor, resultaron heridas.

## Incidente
Según los testigos, el conductor pasó un semáforo en rojo y luego aceleró en un área con un límite de velocidad de 40 km por hora (25 millas por hora) donde arrolló a varios peatones. Su auto chocó finalmente contra un poste junto a una parada de tranvía. Un oficial fuera de servicio de la policía de Victoria logró reducir rápidamente al sospechoso.
El Comandante de Policía de Victoria, Russell Barrett declaró "llegados a este momento creemos que se trata de un acto deliberado."

## Perpetrador
El conductor, Saeed Noori, de 32 años, tenía antecedentes por un delito menor cometido en 2010, con un historial de consumo de drogas y problemas de salud mental. Después del ataque, fue derribado al suelo, esposado y arrestado por un oficial de policía fuera de servicio. Noori es un ciudadano australiano de ascendencia afgana. En un interrogatorio informal, hizo unas declaraciones en las que "atribuyó de alguna manera sus actos ... al maltrato contra los musulmanes"..

## Reacciones
El primer ministro Malcolm Turnbull dijo que Melbourne tiene "retos especiales", incluyendo calles anchas con tranvías y aceras anchas, que facilitan a un conductor el poder hacer un ataque de este tipo. Sería imposible instalar bolardos en cada punto vulnerable de la ciudad.
El Premier de Victoria Daniel Andrews elogió la rápida actuación del oficial de policía fuera de servicio, añadiendo "que instintivamente acudió en ayuda de otros, en la protección del orden público y, evitando potencialmente una mayor carnicería"..